# Pałac Wodzickich w Igołomi
Pałac Wodzickich – klasycystyczny pałac znajdujący się w miejscowości Igołomia w powiecie krakowskim, w gminie Igołomia-Wawrzeńczyce. Zaprojektowany pod koniec XVIII wieku przez Piotra Aignera, wybudowany jako wiejska rezydencja Wodzickich. 
Pałac jest piętrową budowlą, od północy ozdobiony jest portykiem z czterema jońskimi kolumnami, a od południa ryzalitem. W sali balowej z kopułą znajduje się fryz i kominek z napoleońskim orłem. Pałac jest obecnie w użytkowaniu Instytutu Archeologii i Etnologii PAN.

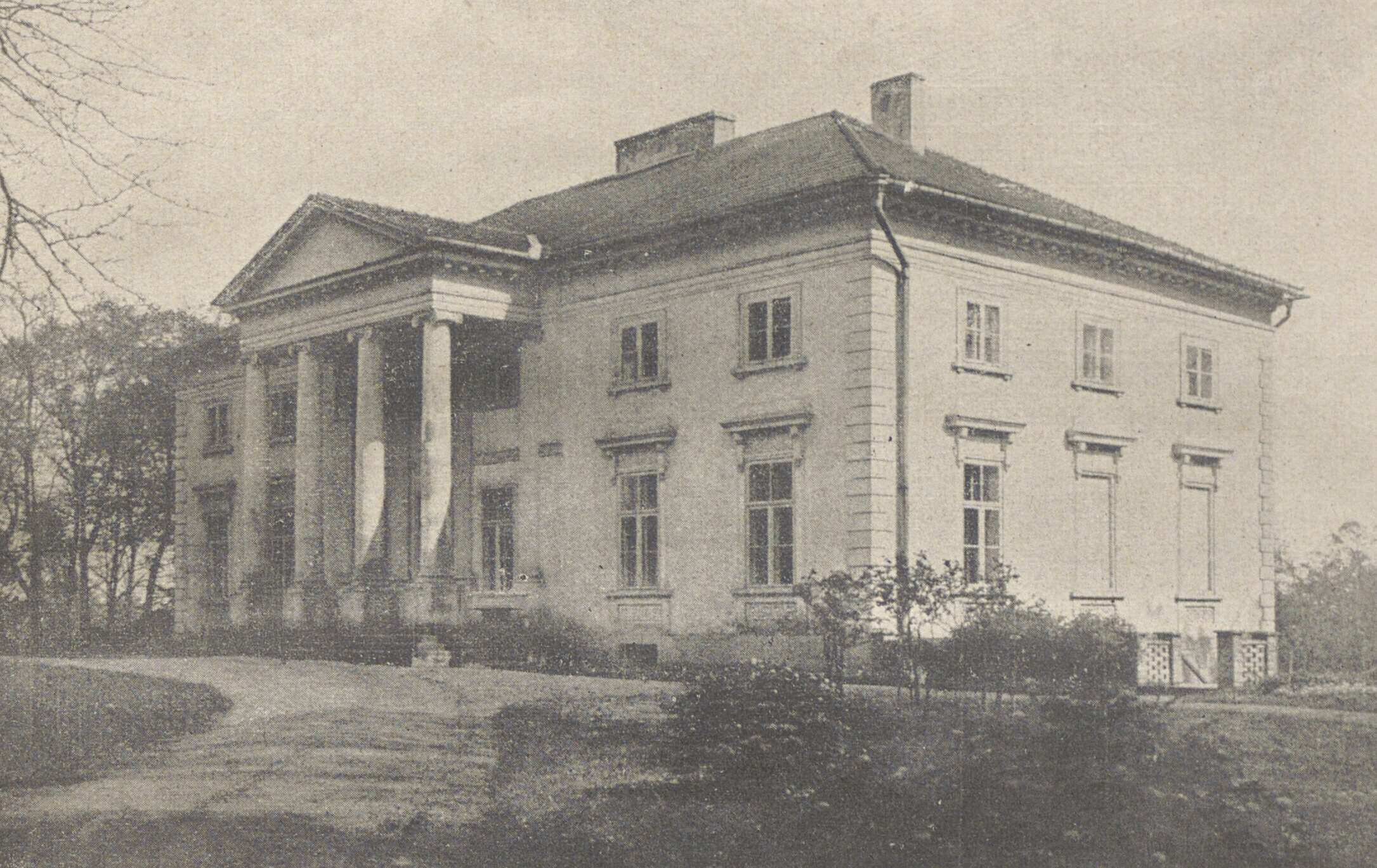
Pałac przed 1925